# Hierarquia dos gêneros

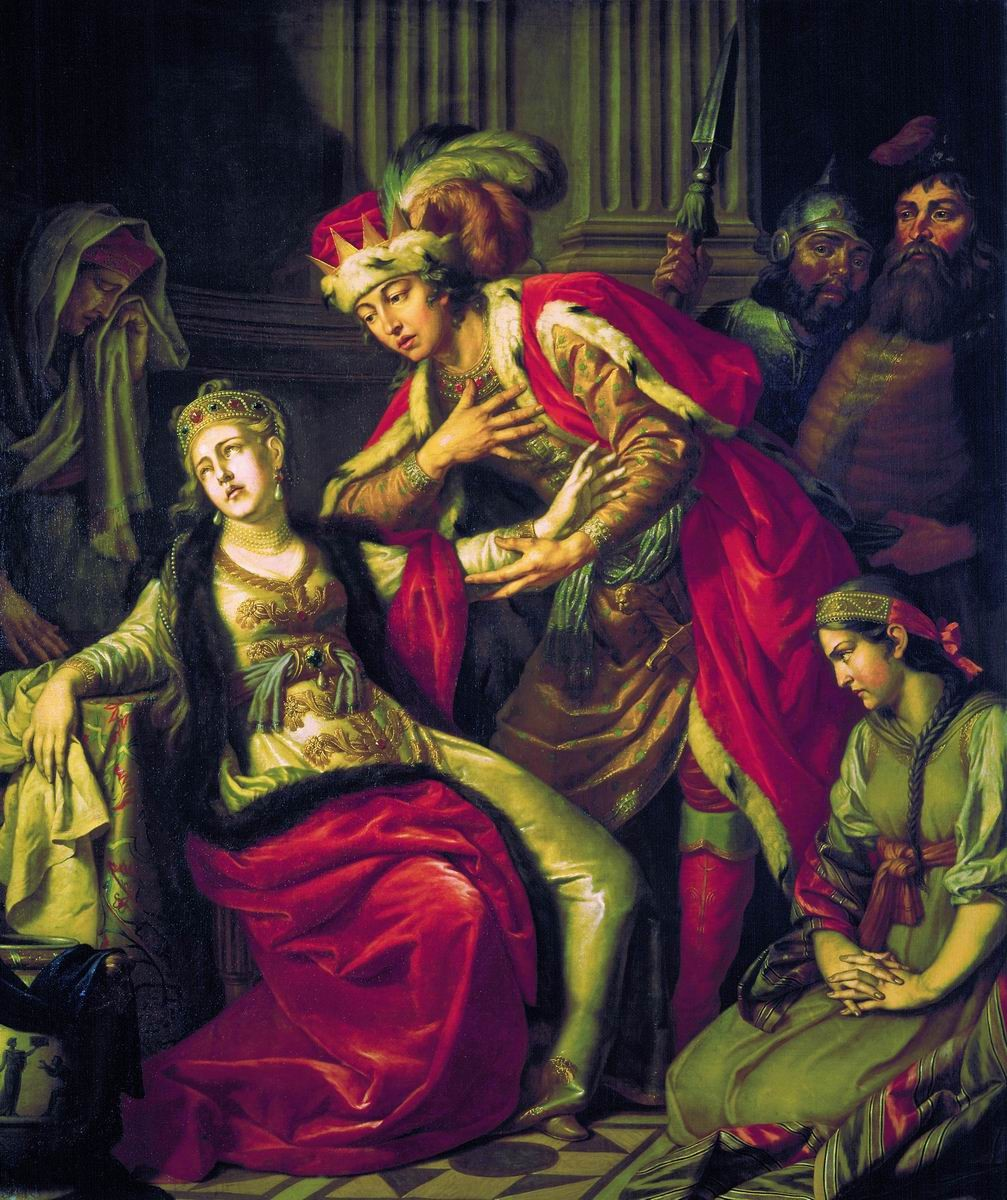
Anton Losenko Pintor russo

Uma hierarquia de gêneros é qualquer formalização que ordena, segundo o seu valor ou categoria, diferentes tipos ou gêneros de pintura. As hierarquias mais conhecidos são sustentadas pelas academias europeias entre o século XVII e a idade moderna, e dessas a hierarquia para os gêneros da pintura realizados na Academia Francesa, que desempenhou um papel central na arte acadêmica.
Tomando como base a hierarquia classificada como mais nobre à menos nobre, temos os seguintes gêneros:
- Pintura de história (grande gênero)
- Pintura de gênero (gênero ou pequeno gênero): representação de cenas da vida cotidiana
- Retrato
- Arte de paisagens
- Natureza-morta